# Nelson S. Bond
Nelson Slade Bond (Scranton, 23 novembre 1908 – Roanoke, 4 novembre 2006) è stato uno scrittore, autore di fantascienza e sceneggiatore statunitense che ha scritto anche per la radio, la televisione e il teatro.
Nel 1998 ha ricevuto il premio Nebula come Author Emeritus per la carriera. Bond è stato un pioniere nelle prime fasi della storia della fantascienza e del fantasy. Ha pubblicato prevalentemente racconti, la maggior parte dei quali sono apparsi su riviste pulp negli anni trenta e quaranta. Molti vennero pubblicati sulla rivista Blue Book. È noto per la sua serie di racconti che hanno come protagonista Lancelot Biggs e per le sue novelle su "Meg la Sacerdotessa", che hanno introdotto nella fantascienza uno dei primi personaggi femminili importanti.

## Biografia
I genitori di Bond erano originari della Nuova Scozia, ma si trasferirono a Scranton poco dopo la sua nascita. La famiglia successivamente traslocò a Philadelphia dopo la prima guerra mondiale. Mentre frequentava le scuole superiori, Bond recensiva spettacoli teatrali per il The Philadelphia Inquirer. Frequentò il Marshall College a Huntington (Virginia Occidentale) dal 1932 al 1934. Mentre era a Marshall, contribuì all'Huntington Herald Advertiser e curò il giornale del college, The Parthenon. Incontrò la sua futura moglie, Betty Gough Folsom, mentre era al Marshall, e si sposarono nel 1934.
Bond lavorò brevemente come addetto alle pubbliche relazioni per la provincia della Nova Scotia prima di cominciare la sua carriera nel 1935 scrivendo articoli per diversi periodici. Dopo essersi affermato come autore di narrativa, scrisse solo occasionalmente articoli giornalistici. Il suo primo racconto di fantascienza, "Down the Dimensions" apparve nel numero di aprile del 1937 di Astounding. Questo fa di lui un autore appartenente all'Età d'oro della fantascienza.
Pubblicò anche articoli sulla filatelia e fece parte del Board of Governors/Board of Directors della British North America Philatelic Society.

### Radio e televisione
Bond scrisse per programmi radiofonici quali Dr. Christian, Hot Copy (1941-44) and The Sheriff (1944-51), una prosecuzione di Death Valley Days. Bond lavorò anche come sceneggiatore di numerosi programmi antologici televisivi, come Lux Video Theatre, Studio One, General Motors Theatre e Tales of Tomorrow. Il suo racconto "Mr. Mergenthwirker's Lobblies" venne adattato ripetutamente per la radio e venne anche trasmesso a puntate nel 1938. Dopo che Bond ebbe riscritto il racconto in forma di sceneggiatura televisiva, divenne la prima opera teatrale a lunghezza intera presentata su una rete televisiva. Venne trasmessa tre volte: su Broadway Previews (1946), The Philco Television Playhouse (1949) e Kraft Television Theatre (1953).

### Altri scritti
Bond lavorò nel settore delle relazioni pubbliche prima e dopo la sua carriera di scrittore, aprendo un'agenzia in proprio nel 1959. Divenne in seguito un noto libraio d'antiquariato. Bond smise di scrivere alla fine degli anni cinquanta. A seguito dell'incoraggiamento da parte di fan e altri scrittori professionisti, tra cui spicca Harlan Ellison, pubblicò un nuovo racconto nel 1995.
Bond ebbe una continuata corrispondenza con lo scrittore di fantasy James Branch Cabell e dopo la morte di Cabell ne fu l'esecutore testamentario per un certo tempo.
Nel 1998 la Science Fiction and Fantasy Writers of America proclamò Bond Author Emeritus. Nel 2002 Bond donò le sue carte personali alla biblioteca della Marshall University, che creò una replica del suo studio. Bond morì a causa di problemi cardiaci il 6 novembre 2006, diciassette giorni prima del suo novantottesimo compleanno.
Nelson e Betty Bond ebbero due figli, Kit and Lynn. Betty Bond ha lavorato in emittenti televisive della Virginia, intervistando personalità locali nel suo Betty Bond Show sulla WSLS-TV di Roanoke.

## Opere

### Romanzi
- Exiles of Time (Prime Press, 1949)
- The Remarkable Exploits of Lancelot Biggs, Spaceman (Doubleday, 1950)
- That Worlds May Live (Wildside, 2003)

Ciclo di Meg la Sacerdotessa:
- Libro Primo: La sacerdotessa che si ribellò (The Priestess Who Rebelled, 1939)
- Libro Secondo: Il giudizio della sacerdotessa (The Judging of the Priestess, 1940)
- Libro Terzo: La città della lunga morte (Magic City, 1941)

### Raccolte di racconti
- Mr. Mergenthwirker's Lobblies and Other Fantastic Tales (Coward-McCann, 1946)
- The Thirty-First of February (Gnome Press, 1949)
- No Time Like the Future (Avon, 1954)
- Nightmares and Daydreams (Arkham House, 1968)
- The Far Side of Nowhere (Arkham House, 2002)
- Other Worlds Than Ours (Arkham House, 2005)

### Saggi
- The Postal Stationery of Canada (Herman Herst, 1953)
- James Branch Cabell: A Complete Checklist (1974)